# György Szalai
György Szalai (ur. 14 lutego 1951 w Gádoros) – węgierski sztangista. Brązowy medalista olimpijski z Moskwy.
Zawody w 1980 były jego jedynymi igrzyskami olimpijskimi. Był trzeci, pod nieobecność sportowców z części krajów tzw. Zachodu, w wadze do 110 kg. Został równocześnie brązowym medalistą mistrzostw świata.